# Евгениевское укрепление
Евгениевское укрепление (Евгениевский редут) — русское военное укрепление в Дагестане, на реке Сулак, построено в 1841 году генералом Е. А. Головиным. Остатки укрепления были затоплены в 1970 году при наполнении Чиркейского водохранилища.

## Описание
Укрепление состояло из следующих объектов:
- Цитадель
- Форштадт
- Мостовое укрепление (две каменные башни, на обоих берегах реки, с крытым по мосту ходом)

## Этимология
Укрепление Евгениевское было названо в честь основателя генерала Евгения Александровича Головина.

## Строительство
Укрепление было построено после покорения аула Чиркей. В мае 1841 года генералом Головиным было принято решение о строительстве укрепления для охраны стратегического моста через реку Сулак. Место было выбрано напротив аула в одном из узких мест Большого Сулакского каньона. Строительство было закончено 28 сентября 1841 года. С окончанием Кавказской войны теряет своё стратегическое значение, а в 1867 году было упразднено. Но до 1903 года в укреплении стояла сотня 1-го Дагестанского полка. Окончательно разрушена в период гражданской войны. Остатки укрепления были затоплены в 1970 году при наполнении Чиркейского водохранилища.

## Факты
Возможно, в основу рассказа «Кавказский пленник» Л. Н. Толстого лёг случай произошедший с солдатами Евгеньевского укрепления, а именно попадание в плен и побег из него в 1853 году унтер-офицера драгунского полка Петра Готовицкого и солдата Ивана Дудатьева.